# Petra (película)
Petra es una película trágica española de 2018 dirigida por Jaime Rosales. Fue presentada en la Quincena de Realizadores del Festival Internacional de Cine de Cannes de 2018.

## Argumento
Después de la muerte de su madre, Petra se pone a buscar al padre que no conoció. Cree haberlo encontrado en Jaume, escultor famoso, envejecido, egocéntrico, manipulador y cruel. Conoce también a su hermanastro Lucas.

## Reparto
- Bárbara Lennie como Petra
- Àlex Brendemühl como Lucas
- Joan Botey como Jaume
- Marisa Paredes como Marisa
- Petra Martínez como Julia
- Carme Plà como Teresa
- Oriol Pla como Pau
- Chema del Barco como Juanjo
- Natalie Madueño como Martha

## Acogida de la crítica
La película obtuvo mala críticas en Cannes: Libération habló de ella como una «telenovella arty», «impostura fascinante» sin emoción ni pasión; France Information  de "trabajo depresico", "sin ningún tipo de humor", a pesar de salvarse por la "interpretación de sus principales actores".
En la prensa española, por el contrario, recibió buenas críticas. Por ejemplo, Carlos Boyero en el El País decía de ella que "no pretende en ningún momento manipular al espectador, deja mucho espacio a su imaginación. (...)  Imagino que estará muy complacido con la comprensión de sus deseos por parte de los intérpretes". Por su parte, Phillip Engel de la revista Fotogramas comentaba que "hablamos de su película más calidad y más cercana, donde quizás esos intertítulos dickensianos que anuncian".